# Olmeca Xicalanca
Olmeca Xicalanca, stari indijanski narod i kultura koja se javlja u području Tlaxcale i Pueble negdje do 900. n.e. Kultura ovih kasnih Olmeka povezuje se često uz murale u starom gradu Cacaxtla. Ovaj narod kasnije će zamijeniti grupa poznata kao Teo-Chichimecas (Teo-Čičimeki) koje će otjerati Tlaxcalteci, i osnovati vlastitu državu. 
Olmeca Xicalanca utemeljili su nekoliko gradova, a do danas je iza njih ostalo i mnogo kulturnih i religioznih artefakata. Cacaxtla utvrđeni grad utemeljen je nakon kolapsa Teotihuacana. Utemeljili su ga Xicalance, narod za koji se vjeruje da je došao iz područja Zaljeva. Isti ovaj narod ovladat će i gradom Cholula. 
U starom gradu Cholula vladalo je 10 glavnih vladara Olmeca Xicalanca, dva od njih poznati su kao Aquiach i Tlalchiac. Cacaxtla se nalazila na vrhu brda, opasana suhim jarkom širokim 80 (24 metra) i dubokim 30 stopa (1 stopa = 30.48 cm). 

## Vanjske poveznice
- National Museum of Anthropology  Arhivirana inačica izvorne stranice od 23. studenoga 2012. (Wayback Machine)